# Ayauhteotl
Ayauhteotl (Nahuatl: Göttin der Nebel aus ayauitl: Nebel und teotl: Göttin) ist in der aztekischen Götterwelt eine Manifestation der Wassergöttin Chalchiuhtlicue.
Ayauhteotl ist die Göttin des nächtlichen und morgendlichen Nebels und Dunstes und wegen ihres zwielichtigen Charakters die Göttin der Eitelkeit und des Ruhms. Sie ist die Tochter von Teteoinnan und die Schwester von Tlazolteotl und Itzpapalotl.